# Ausztrália és az Antarktisz dinoszauruszainak listája
Az alábbi dinoszaurusz lista olyan nemeket tartalmaz, amelyek Ausztrália vagy az Antarktisz területéről kerültek elő.

## Ausztrália és az Antarktisz dinoszauruszainak listája
| Név               | Időszak | Lelőhely   | Étrend       | Megjegyzés              |
| ----------------- | ------- | ---------- | ------------ | ----------------------- |
| Antarctopelta     | kréta   | Antarktisz | növényevő    | —                       |
| Atlascopcosaurus  | kréta   | Ausztrália | növényevő    | —                       |
| Australovenator   | kréta   | Ausztrália | húsevő       | —                       |
| Austrosaurus      | kréta   | Ausztrália | növényevő    | —                       |
| Cryolophosaurus   | jura    | Antarktisz | húsevő       | —                       |
| Diamantinasaurus  | kréta   | Ausztrália | növényevő    | —                       |
| Fulgurotherium    | kréta   | Ausztrália | növényevő    | —                       |
| Glacialisaurus    | jura    | Antarktisz | mindenevő    | —                       |
| Kakuru            | kréta   | Ausztrália | mindenevő    | —                       |
| Leaellynasaura    | kréta   | Ausztrália | növényevő    | —                       |
| Minmi             | kréta   | Ausztrália | növényevő    | Két jó állapotú példány |
| Muttaburrasaurus  | kréta   | Ausztrália | növényevő    | —                       |
| Ozraptor          | jura    | Ausztrália | húsevő       | —                       |
| Qantassaurus      | kréta   | Ausztrália | növényevő    | —                       |
| Rapator           | kréta   | Ausztrália | húsevő       | —                       |
| Rhoetosaurus      | jura    | Ausztrália | növényevő    | —                       |
| Serendipaceratops | kréta   | Ausztrália | növényevő    | —                       |
| Timimus           | kréta   | Ausztrália | mindenevő    | —                       |
| Walgettosuchus    | kréta   | Ausztrália | (ismeretlen) | —                       |
| Wintonotitan      | kréta   | Ausztrália | növényevő    | —                       |

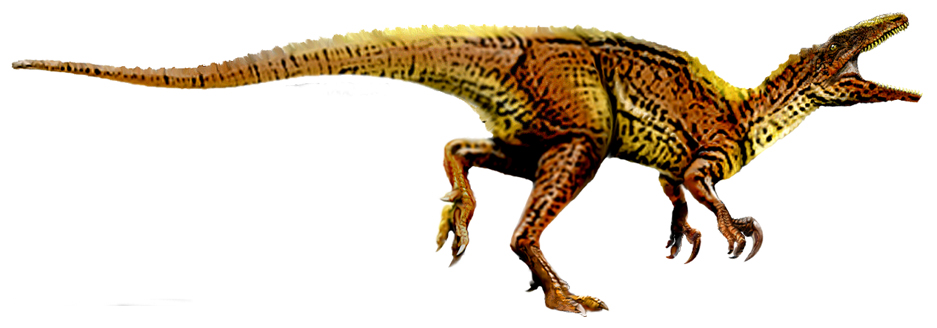
Australovenator

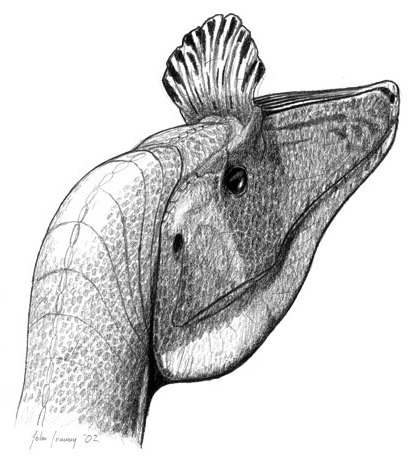
Cryolophosaurus

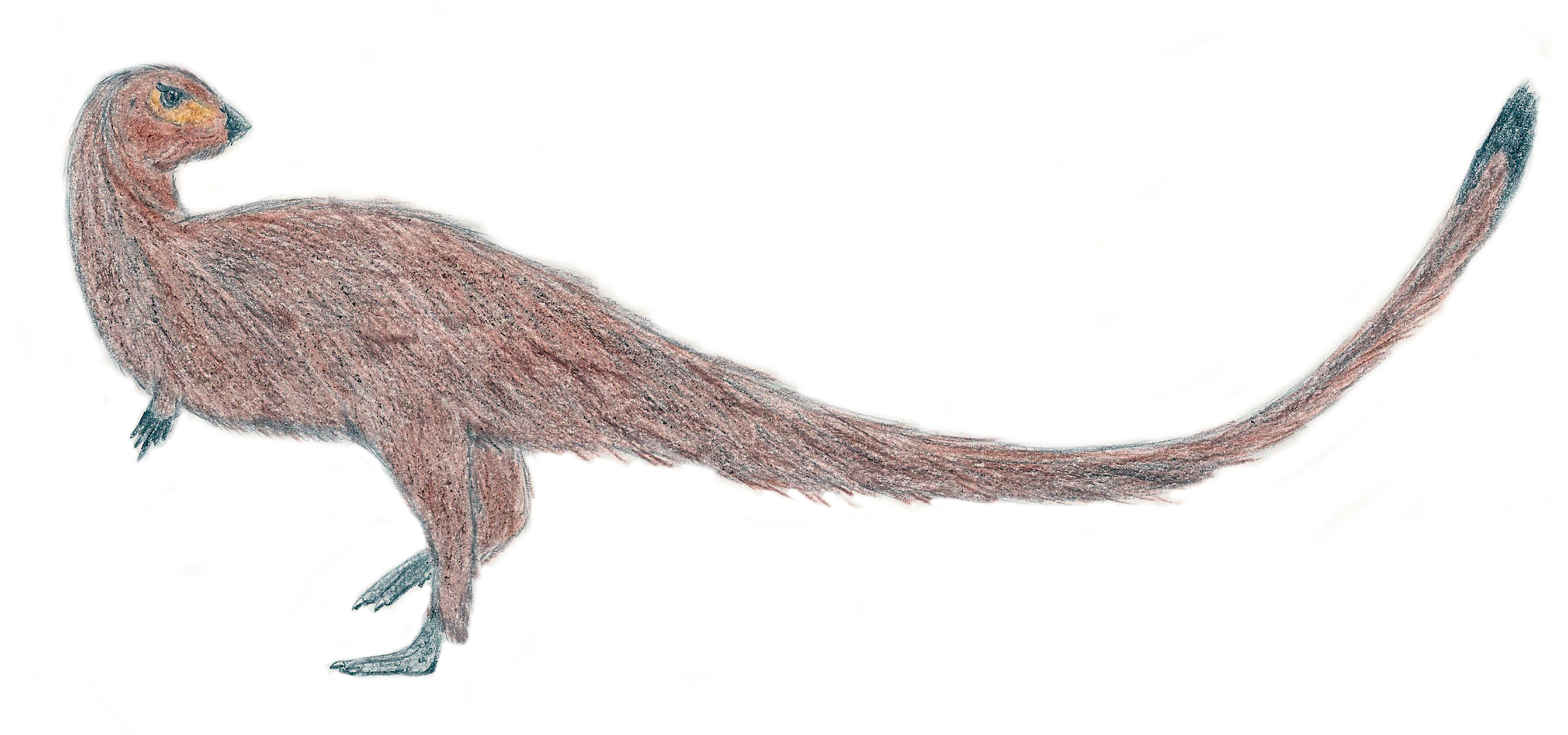
Leaellynasaura

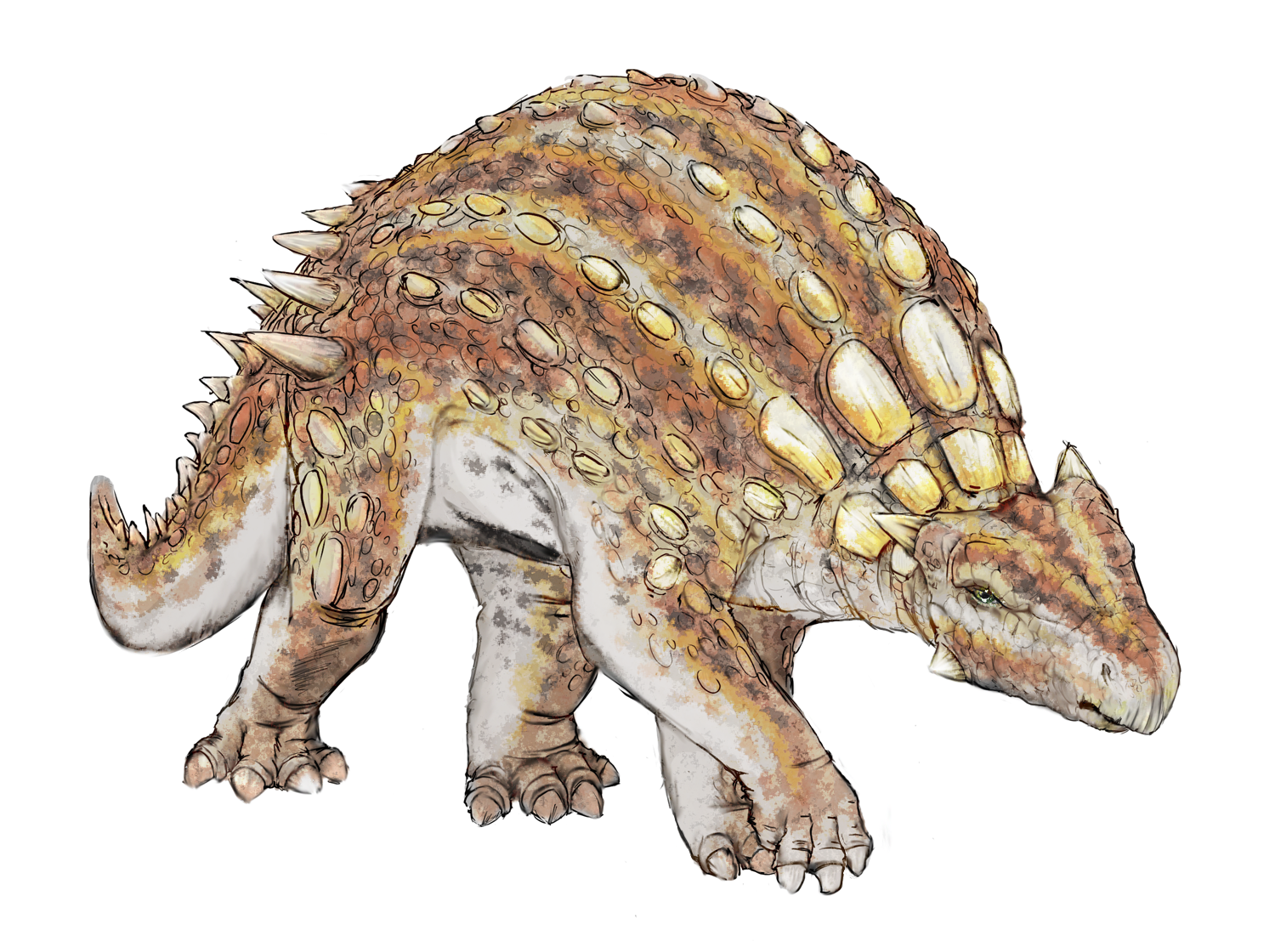
Minmi

Az Agrosaurus nomen dubium vagy a Thecodontosaurus fiatalabb szinonimája. Többé nem tekinthető ausztrál nemnek.

## Színmagyarázat
| Nomen dubium |
| Érvénytelen  |
| Nomen nudum  |

## A megjelenés feltételei
- A dinoszaurusznak szerepelnie kell a Dinoszauruszok listáján.
- Az állat fosszíliáinak Ausztrália vagy az Antarktisz területéről kell származnia.
- Ez a lista kiegészítés a Kategória:Ausztrália dinoszauruszai és a Kategória:Az Antarktisz dinoszauruszai alatt felsoroltakhoz.

## Fordítás
- Ez a szócikk részben vagy egészben a List of Australian and Antarctic dinosaurs című angol Wikipédia-szócikk ezen változatának fordításán alapul.  Az eredeti cikk szerkesztőit annak laptörténete sorolja fel. Ez a jelzés csupán a megfogalmazás eredetét és a szerzői jogokat jelzi, nem szolgál a cikkben szereplő információk forrásmegjelöléseként.